# Hamadou Karamoko
Hamadou Karamoko, né le 31 octobre 1995 à Paris en France, est un footballeur français qui joue au poste de défenseur central au FC Progrès Niederkorn.

## Biographie

### FC Lorient (2013-2016)
Formé au sein du club, c'est au FC Lorient que la carrière du joueur débute. Il dispute dès 2013 des matchs avec l'équipe réserve du club. À l'issue de sa première saison, il remporte le titre de champion de CFA 2 avec les Merlus.
Il joue son premier match professionnel le 9 janvier 2016 en étant titulaire face au Stade rennais FC dans le derby breton lors de la 20e journée de Ligue 1 (score nul de deux partout).
Peu utilisé par l'entraîneur Sylvain Ripoll, le joueur décide de quitter le club en 2016.

### FC Nantes (2017-2018)
En 2017, il signe un contrat de deux ans avec le FC Nantes et intègre dans la foulée l'équipe réserve du club.
Avec les Canaris, le joueur remporte le titre de champion du groupe Pays de la Loire de National 3 à l'issue de la saison 2017-2018.

### US Lusitanos Saint-Maur (2019)
Libre de tout contrat à la suite de son départ du FC Nantes en 2018, le joueur rejoint l'US Lusitanos Saint-Maur en National 2 lors du mercato hivernal de 2019.

### Red Star FC (2019-2021)
Quelques mois après son passage à Saint-Maur, le joueur retrouve sa région natale en rejoignant le Red Star FC.

### FC Chambly Oise (2021-2022)
En 2021, il signe un contrat avec le FC Chambly Oise.

### Paris 13 Atletico (2022-2023)
Le joueur s'engage avec le Paris 13 Atletico, tout juste promu en National en 2022.

### FC Progrès Niederkorn (depuis 2023)
Pour la première fois de sa carrière, le joueur signe à l'étranger en 2023, au Luxembourg, avec le FC Progrès Niederkorn, club de BGL Ligue, le plus haut échelon du football luxembourgeois.
En 2024, il remporte la Coupe du Luxembourg face au FC Swift Hesperange, ainsi que la Supercoupe du Luxembourg en début de saison 2024-2025.

## Palmarès
| FC Lorient rés. (1) :     | FC Nantes rés. (1) :           | FC Progrès Niederkorn (2) :                                                            |
| ------------------------- | ------------------------------ | -------------------------------------------------------------------------------------- |
| - CFA 2 - Champion : 2014 | - National 3 - Champion : 2018 | - Coupe du Luxembourg - Vainqueur : 2024 - Supercoupe du Luxembourg - Vainqueur : 2024 |